# Vuosoiva
Vuosoiva är en kulle i Finland. Den ligger i Savukoski i landskapet Lappland, i den norra delen av landet, 800 km norr om huvudstaden Helsingfors. Toppen på Vuosoiva är 396 meter över havet, eller 158 meter över den omgivande terrängen. Bredden vid basen är 7,0 km.
Terrängen runt Vuosoiva är huvudsakligen platt.  Trakten runt Vuosoiva är nära nog obefolkad, med mindre än två invånare per kvadratkilometer.